# Ноздровская, Ирина Сергеевна
Ирина Сергеевна Ноздровская (укр. Ірина Сергіївна Ноздровська; 27 января 1979, Демидов, Киевская область — 29 декабря 2017, Вышгородский район, Киевская область) — украинская юрист и правозащитница.

## Деятельность
Некоторое время значилась помощницей Татьяны Черновол.
Расследовала гибель своей сестры Светланы Сапатинской, которую в сентябре 2015 года насмерть сбил Дмитрий Россошанский. Как выяснилось позднее, Дмитрий Россошанский — племянник Сергея Исааковича Куприенко, на момент аварии председателя Вышгородского районного суда. В 2017 году суд признал, что Дмитрий Россошанский управлял автотранспортом в состоянии наркотического опьянения и приговорил его в 7 годам лишения свободы. В конце января 2020 года Дмитрий был амнистирован.
Также боролась за установление опеки над 4-летним племянником, сыном погибшей сестры.
Вела также расследование о хищении директором одной из школ Вышгородского района средств на сумму 300 тысяч гривен.

## Отношение с Николаем Годуном
9 января 2018 года односельчанка Наталья Тарасова опубликовала видео с родным дядей Ноздровской Николаем Меркурьевичем Годуном, где он обвинял Ноздровскую и её мать и свою родную сестру, Катерину Дуняк, в том, что они забирали у него пенсию и фактически держали в рабстве. Данное видео также опубликовал в своём YouTube-канале украинский журналист Анатолий Шарий.

## Убийство
Об исчезновении Ноздровской стало известно вечером 29 декабря 2017 года. Последний раз она звонила матери около 17:00 и сообщила, что находится в Старых Петровцах. В 18:00 Ирина не ответила на звонок матери, хотя оба её телефона были включены. Родственники обратились в Вышгородский райотдел полиции и 30 декабря девушка была объявлена в розыск.
1 января 2018 года местный житель наткнулся на обнажённое тело Ирины в реке Козка вблизи Демидова. Причиной смерти предположительно стали колото-резаные раны в районе шеи. Экспертиза установила, что смерть Ноздровской наступила вечером 29 декабря.
По информации активиста Андрея Хилько, с которым дружила Ирина, после исчезновения девушки из её профиля в Facebook была удалена личная переписка.

### Расследование
По факту убийства Ирины Ноздровской полицией было возбуждено уголовное дело по части 1 статьи 115 Уголовного кодекса Украины. Основными версиями правоохранителей стали профессиональная деятельность Ноздровской, деятельность по расследованию дела о гибели её сестры, хулиганство, а также попытка изнасилования, однако после проведения судебно-медицинской экспертизы версия об изнасиловании была отвергнута. 4 января по просьбе родственников была назначена комплексная экспертиза тела погибшей.
Для расследования обстоятельств гибели Ирины был создан координационный штаб МВД Украины с привлечением к делу около 300 сотрудников ведомства.
1 января 2018 года был задержан бывший жених Ирины Виталий Сергеев, который был допрошен в качестве свидетеля. Был воссоздан маршрут Ноздровской от станции метро «Героев Днепра» в Киеве, где она пересела на маршрутку до села Демидов, и допрошены 6 водителей, которые работали на маршруте в тот вечер. Также были изъяты записи камер видеонаблюдения по маршруту правозащитницы, проведён обход домов с опросом более 1000 жителей Демидова.
8 января был задержан подозреваемый в убийстве Юрий Россошанский, отец Дмитрия Россошанского. Руководитель криминальной полиции Вячеслав Аброськин сообщил, что задержанный признался в совершении преступления. При этом СМИ, со ссылкой на жену Россошанского, опубликовали его письмо к семье, где он отрицает причастность к преступлению, однако берёт вину на себя, чтобы обезопасить их. Позже Россошанский заявил, что убил Ирину из-за ссоры с ней на остановке в Демидове.
3 августа 2022 года суд признал Юрия Россошанского виновным в убийстве Ирины Ноздровской, приговорив его к 15 годам лишения свободы.

### Реакция
- Украина:
  - 2 января 2018 у здания Главного управления полиции Киевской области состоялась акция, участники которой требовали от правоохранителей найти и наказать убийц Ирины Ноздровской[30].
  - Министр иностранных дел Украины Павел Климкин назвал убийство Ирины «вызовом для государства и тестом для общества на способность защитить женщин-активисток, на справедливость вообще и способность её обеспечить»[31]
- США: Посольство США в Украине выразило обеспокоенность в связи с убийством правозащитницы[32].
- Великобритания: Посольство Великобритании в Украине призвало Украину обеспечить справедливый судебный процесс на основе тщательного расследования убийства[33].